# Antimima microphylla
Antimima microphylla là một loài thực vật có hoa trong họ Phiên hạnh. Loài này được (Haw.) Dehn mô tả khoa học đầu tiên năm 1988.